# Vollenhovia samoënsis
Vollenhovia samoënsis är en myrart som beskrevs av Mayr 1876. Vollenhovia samoënsis ingår i släktet Vollenhovia och familjen myror. Inga underarter finns listade i Catalogue of Life.